# Valle Rapegna e Monte Cardosa
Valle Rapegna e Monte Cardosa este o arie protejată (arie specială de conservare — SAC, sit de importanță comunitară — SCI, arie de protecție specială avifaunistică — SPA) din Italia întinsă pe o suprafață de 2.341 ha, integral pe uscat.

## Localizare
Centrul sitului Valle Rapegna e Monte Cardosa este situat la coordonatele 42°52′47″N 13°08′02″E / 42.8797°N 13.1339°E.

## Înființare
Situl Valle Rapegna e Monte Cardosa a fost declarat sit de importanță comunitară în iunie 1995 pentru a proteja 15 specii de animale. Alte tipuri de protecție:
- arie de protecție specială avifaunistică (în martie 2003)[2]
- arie specială de conservare (în decembrie 2016)[1][3][4]

## Biodiversitate
Situată în ecoregiunea continentală, aria protejată conține 9 habitate naturale: Pajiști uscate seminaturale și facies de acoperire cu tufișuri pe substraturi calcaroase (Festuco-Brometalia) (* situri importante pentru orhidee), Formațiuni de Juniperus communis pe lande sau pajiști calcaroase, Pajiști alpine și subalpine calcaroase, Liziere de ierburi înalte hidrofile de câmpie și de nivel montan până la alpin, Pseudostepă cu ierburi și specii anuale de Thero-Brachypodietea, Păduri de stejar alb estice, Păduri de fag din Apenini cu Taxus și Ilex, Lande oro-mediteraneene cu formațiuni endemice de grozamă, Pajiști alpine și boreale.
La baza desemnării sitului se află mai multe specii protejate:
- păsări (11): potârnichea de stâncă (Alectoris graeca saxatilis), fâsă-de-câmp (Anthus campestris), acvilă de munte (Aquila chrysaetos), buha (Bubo bubo), caprimulg (Caprimulgus europaeus), presură de grădină (Emberiza hortulana), Falco biarmicus, șoim călător (Falco peregrinus), sfrâncioc roșiatic (Lanius collurio), ciocârlie de pădure (Lullula arborea), viespar (Pernis apivorus)
- mamifere (1): lupul (Canis lupus)
- nevertebrate (1): Euplagia quadripunctaria
- pești (1): salmo cettii (Salmo cetti)
- reptile (1): Vipera ursinii

Pe lângă speciile protejate, pe teritoriul sitului au mai fost identificate 1 specie de păsări.